# Fagaam
Fagaam ou Phagaam (en népalais : फगाम) est un comité de développement villageois du Népal situé dans le district de Rolpa. Au recensement de 2011, il comptait 3 025 habitants.